# Мефано, Поль
Поль Мефано (фр. Paul Méfano; 6 марта 1937[…], Басра — 15 сентября 2020[…], Шили-Мазарен, Иль-де-Франс, Франция) — французский композитор и дирижёр.

## Биография
Родился в Басре, Ирак. Изучал музыку в Нормальной школе музыки, а затем в Парижской консерватории музыки и танца, где учился у Андре Ворабура-Онеггера, Дариюса Мийо и Жоржа Дандело. Окончил обучение в Базеле на курсах Пьера Булеза, Карлхайнца Штокхаузена и Анри Пуссёра.
Регулярно посещал концерты Domaine Musical, а также семинары в Дармштадте и записался в класс Оливье Мессиана в Парижской консерватории музыки и танца. Оливье Мессиан называл Поля Мефано «неутомимым, напряжённым и всегда ищущим радикальные решения».
В 1965 году его музыка впервые прозвучала публично в Domaine Musical под управлением Бруно Мадерны. С 1966 по 1968 год жил в США, а затем в 1969 году переехал в Берлин по приглашению Германской службы академических обменов (DAAD).
В 1970 году вернулся во Францию, подписал контракт с компанией Salabert и посвятил себя композиции, дирижированию и музыкальной жизни. В 1972 году основал ансамбль Ensemble 2e2m, которым регулярно руководил и с которым впервые исполнил более пятисот произведений молодых композиторов и сделал более сорока записей. Среди молодых композиторов — Стефан де Жерандо, Лоран Меттро, Тьерри Блондо, Марк Андре, Майкл Финнисси, Джеймс Диллон, Брюс Мазер и Клод Лефевр. Однако также поддерживал и более старых композиторов, таких как: Жан Барраке, Брайан Фёрнихоу, Франко Донатони, Луиджи Ноно, Альдо Клементи, Филипп Бусманс, Мортон Фельдман, Эдисон Денисов и Джон Кейдж, а также участвовал в восстановлении памяти Шарля Валантена Алькана и чешских композиторов, похороненных в Терезиенштадте в 1940 году. Является основателем издательства Editions du Mordant, выпускающего современную музыку, и Editions Musicales Européennes (посвященного в первую очередь молодым композиторам), а также создал ряд известных радиопередач.
В 1972 году был назначен директором консерватории Шампиньи-сюр-Марн, где и оставался до 1988 года. Также был профессором композиции и оркестровки в Парижской консерватории до 2002 года. Одним из его учеников-дирижеров был канадский композитор Клод Вивье.
С 1996 по 2005 год руководил Версальской консерваторией.
Важнейшие произведения Поля Мефано опубликованы и доступны на Babelscores.
В 2007 году стал руководителем ансамбля CLSI, в состав которого входят такие музыканты и композиторы, как: Жерар Пап, Жаклин Мефано, Ольга Крашенко, Лисса Меридан, Майкл Кинни, Мартин Фелпс, Родольф Буротт, Стефан Тиедже и Жан-Батист Фавори.

## Музыкальный стиль
Композиторский стиль Мефано значительно эволюционировал от его ранних серийных работ «Incidences» (1960) до более поздних композиций, широко использующих микротоны, таких как «Speed» (2000). Его ранний стиль явно находился под влиянием Булеза, но использование этих черт «смешивает кристаллическое, зеркальное и, вместе с тем, наводит на мысль о музыкальной геометрии». У Мефано преимущественно поэтическое понимание музыки, что отражается в его непреходящем интересе к поэтам и поэзии. Это особенно проявляется в его трактовке инструментального колорита и вокальных произведениях. Также обладал особым чувством драмы, что проявилось в «La cérémonie». В начале 1970-х годов экспериментировал с электроникой и её сочетанием с инструментами в режиме реального времени. Хотя проявлял интерес к музыке композиторов-спектралистов, его собственные композиции совершенно не похожи на них, и сегодня его считают композитором «постспектралистов». Многие его произведения исследуют и развивают современные техники игры на флейте, например, в «Пленнице», «Событиях», «Градиве», «Висячих чертах» или «Энсевели». Его самые ранние произведения сохраняют связь с тональностью, к которой он вернулся в «Микромегасе».